# Zodarion jozefienae
Zodarion jozefienae är en spindelart som beskrevs av Robert Bosmans 1994. Zodarion jozefienae ingår i släktet Zodarion och familjen Zodariidae. Inga underarter finns listade i Catalogue of Life.